# طاشكبري زاده
طاشْكُبْري زَادَهْ '( 901 - 968 هـ / 1495 - 1561 م ) هو مؤرخ تركي.
هو أحمد بن مصطفى بن خليل: أبو الخير، عصام الدين طاشكبري زاده. ولد في بروسة، ونشأ في أنقرة. وولي القضاء بإستانبول سنة 958 ه‍ـ.

## آثاره
من آثاره:
- «مفتاح السعادة ومصباح السيادة في العلوم»
- «الشقائق النعمانية في علماء الدولة العثمانية» ،وقد كتب ابن لالي بالي ذيلا لهذا الكتاب.
- «نوادر الأخبار في مناقب الأخيار»
- «الرسالة الجامعة لوصف العلوم النافعة».[4]